# جيم فان كليف
جيم فـان كليف (بالإنجليزية: Jim Van Cleve)‏ هو عازف كمان ‏ أمريكي، ولد في 12 أكتوبر 1978.

## وصلات خارجية
- جيم فـان كليف على موقع ميوزك برينز (الإنجليزية)
- جيم فـان كليف على موقع ديسكوغز (الإنجليزية)